# Rockabye (chanson)
Pour le film homonyme de George Cukor, voir Rockabye.
Singles de Clean Bandit
Tears
(2016) Symphony
(2017)
Singles par Sean Paul
Crick Neck
(2016) No Lie
(2016)
Singles par Anne-Marie
Catch 22
(2016) Ciao Adios
(2017)
Rockabye est une chanson interprétée par le groupe de musique électronique britannique Clean Bandit en collaboration avec le chanteur jamaïcain Sean Paul et la chanteuse britannique Anne-Marie, sortie en single le 21 octobre 2016.
Elle est incluse dans l'album de Clean Bandit What Is Love? publié en novembre 2018. Elle figure également dans l'édition Deluxe du premier album d'Anne-Marie, Speak Your Mind, sorti en avril 2018. 
Premier single à sortir après le départ de Neil Milan Amin-Smith, l'un des membres fondateurs du groupe, c'est un succès international qui se classe en tête des ventes dans plusieurs pays.
Rockabye est nommé dans deux catégories aux Brit Awards 2017 : meilleur single britannique et meilleure vidéo britannique.

## Thème
La chanson parle des difficultés rencontrées par une mère célibataire pour élever son enfant.

## Clip
Réalisé par Grace Chatto et Jack Patterson, tous deux membres de Clean Bandit, il met en scène le groupe en compagnie de Sean Paul et Anne-Marie dans un pub où une jeune femme pratique la pole dance. Des séquences montrent cette dernière dans sa vie quotidienne avec son enfant.
Plusieurs prises de vue sont filmées en extérieur (côte catalane en Espagne), au sommet d'une falaise ou dans un bois.

## Liste des titres
Digital
1. Rockabye - 3:12
2. Rockabye (Without Sean Paul) - 3:17

Digital
1. Rockabye - 4:11

CD-Single
1. Rockabye - 4:10
2. Rockabye (Thomas Rasmus Chill Mix) - 3:38

Remixes EP - Digital
1. Rockabye (Jack Wins Remix) - 5:05
2. Rockabye (End of the World Remix) - 2:54
3. Rockabye (Elderbrook Remix) - 3:28
4. Rockabye (Thomas Rasmus Chill Mix) - 3:38

Digital
1. Rockabye (Autograf Remix) - 4:09

## Composition du groupe
- Grace Chatto : violoncelle, chœurs
- Jack Patterson : piano
- Luke Patterson : batterie

Musiciens additionnels
- Sean Paul et Anne-Marie : chant
- James Boyd : alto
- Beatrice Philips et Braimah Kanneh-Mason : violon
- Steve Mac : claviers
- Caroline Ailin, Kelly Barnes : chœurs

## Classements hebdomadaires
| Classements (2016-2017)                 | Meilleure position |
| --------------------------------------- | ------------------ |
| Allemagne (GfK Entertainment)           | 1                  |
| Australie (ARIA)                        | 1                  |
| Autriche (Ö3 Austria Top 40)            | 1                  |
| Belgique (Flandre Ultratop 50 Airplay)  | 2                  |
| Belgique (Flandre Ultratop 50 Dance)    | 6                  |
| Belgique (Flandre Ultratop 50 Singles)  | 2                  |
| Belgique (Wallonie Ultratop 50 Airplay) | 2                  |
| Belgique (Wallonie Ultratop 50 Dance)   | 1                  |
| Belgique (Wallonie Ultratop 50 Singles) | 1                  |
| Canada (Canadian Hot 100)               | 4                  |
| Danemark (Tracklisten)                  | 1                  |
| Écosse (OCC)                            | 1                  |
| Espagne (PROMUSICAE)                    | 3                  |
| États-Unis (Billboard Hot 100)          | 9                  |
| États-Unis (Dance/Electronic Songs)     | 2                  |
| Finlande (Suomen virallinen lista)      | 1                  |
| France (SNEP)                           | 4                  |
| Hongrie (Rádiós Top 40)                 | 2                  |
| Irlande (IRMA)                          | 1                  |
| Israël (Media Forest)                   | 1                  |
| Italie (FIMI)                           | 1                  |
| Japon (Japan Hot 100)                   | 89                 |
| Nouvelle-Zélande (RMNZ)                 | 1                  |
| Norvège (VG-lista)                      | 2                  |
| Pays-Bas (Single Top 100)               | 1                  |
| Pays-Bas (Nederlandse Top 40)           | 1                  |
| Portugal (AFP)                          | 3                  |
| Royaume-Uni (UK Singles Chart)          | 1                  |
| Suède (Sverigetopplistan)               | 1                  |
| Suisse (Schweizer Hitparade)            | 1                  |

## Certifications
| Pays                    | Certification | Unités certifiées                    |
| ----------------------- | ------------- | ------------------------------------ |
| Allemagne (BVMI)        | 2 × Platine   | 800 000                              |
| Australie (ARIA)        | 5 × Platine   | 350 000                              |
| Autriche (IFPI)         | Platine       | 30 000                               |
| Belgique (BEA)          | 2 × Platine   | 40 000                               |
| Canada (Music Canada)   | 7 × Platine   | 560 000                              |
| Danemark (IFPI)         | 2 × Platine   | 180 000                              |
| Espagne (PROMUSICAE)    | 4 × Platine   | 160 000                              |
| États-Unis (RIAA)       | 3 × Platine   | 3 000 000                            |
| France (SNEP)           | Diamant       | 35 000 000 (en équivalent streaming) |
| Italie (FIMI)           | 7 × Platine   | 350 000                              |
| Norvège (IFPI)          | 4 × Platine   | 160 000                              |
| Nouvelle-Zélande (RMNZ) | Platine       | 30 000                               |
| Pays-Bas (NVPI)         | 5 × Platine   | 200 000                              |
| Pologne (ZPAV)          | 3 × Diamant   | 750 000                              |
| Portugal (AFP)          | 2 × Platine   | 20 000                               |
| Royaume-Uni (BPI)       | 4 × Platine   | 2 400 000                            |
| Suisse (IFPI)           | 2 × Platine   | 60 000                               |